# Werderstraße 155 (Heilbronn)

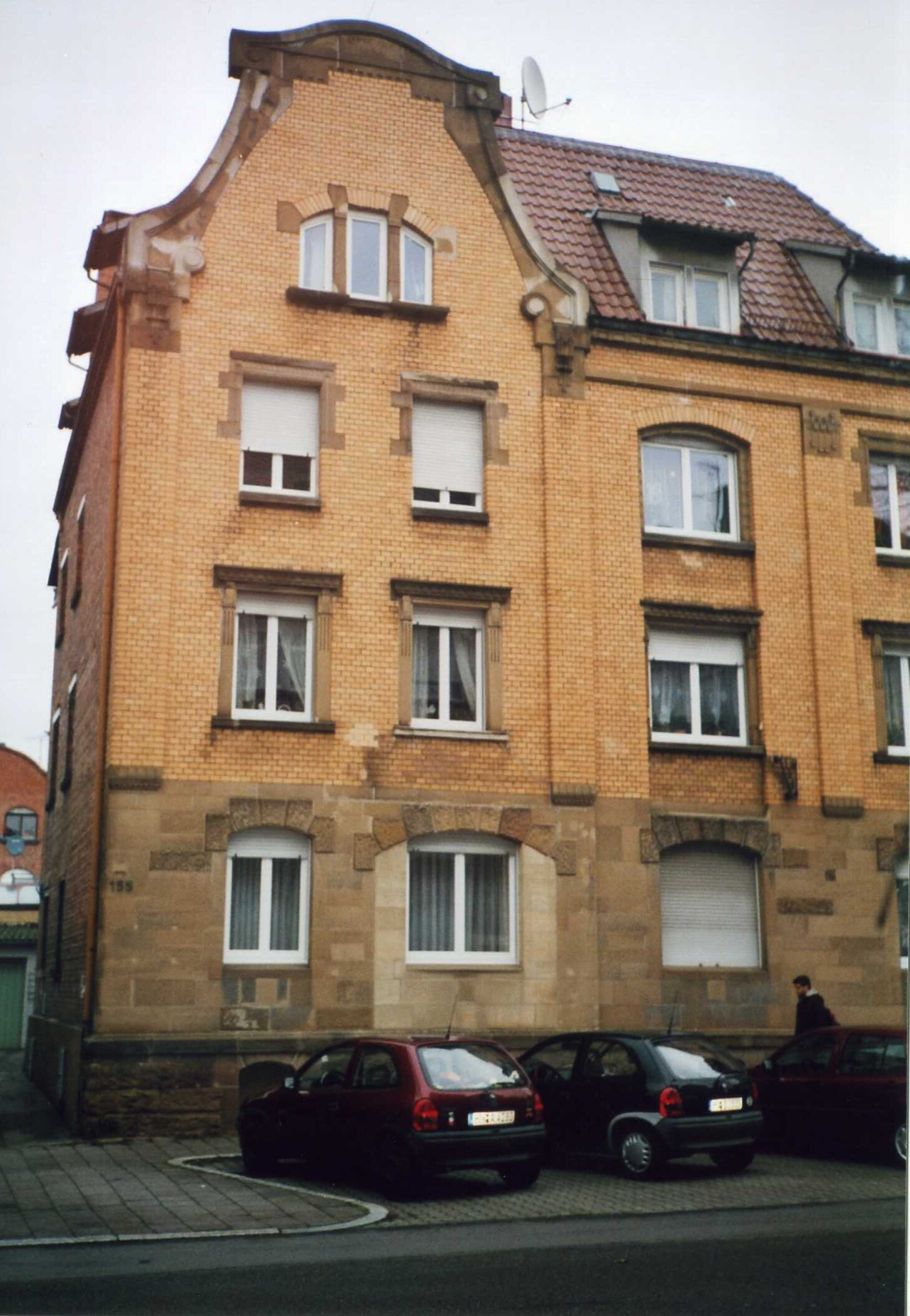
Haus Werderstraße 155 in Heilbronn

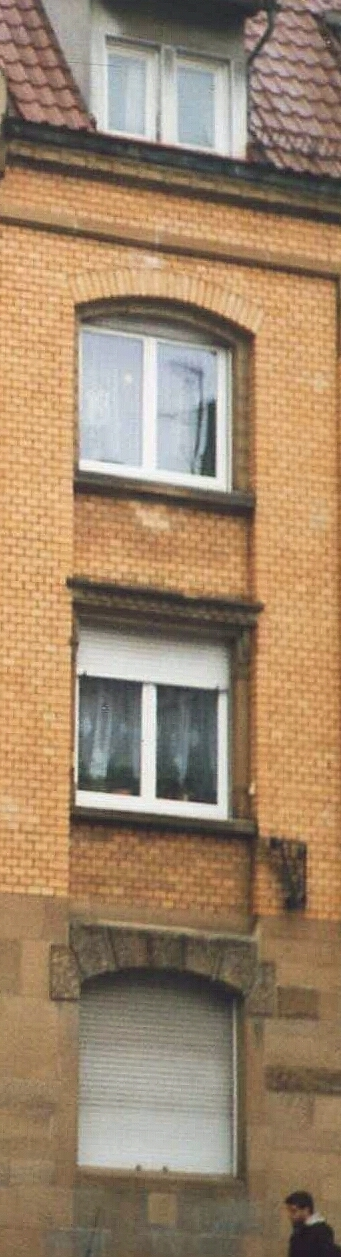
Werderstraße 155

Das Wohnhaus Werderstraße 155 in Heilbronn ist ein denkmalgeschütztes Haus, entworfen von den Heilbronner Architekten Jakob Saame, der auch die Villa Binder baute, und Christian Dietz. Es wurde von dem Klavierbauer Wilhelm Schöneck errichtet, der auch die Häuser Nr. 152 und 154 in den Jahren 1905 und 1906 in der Werderstraße bauen ließ.

## Lage
Die Werderstraße war die Mittelachse des historischen Arbeiterwohngebiets am Heilbronner Südbahnhof, das im Stadtbauplan von 1873 entworfen und mit dem Bau der Bottwartalbahn um 1900 realisiert wurde. In den Jahren 1977–1981 wurde die Werderstraße im Rahmen der „behutsamen Erneuerung einzelner Stadtquartiere“ in eine verkehrsberuhigte Zone umgewandelt.

## Beschreibung
Wie auch die beiden anderen von Schöneck in Auftrag gegebenen Häuser zeigt das Bauwerk in der Werderstraße 155 stark flächenhaft gestaltete Fassaden und ist damit ein Zeugnis für die Abkehr vom Historismus zu Beginn des 20. Jahrhunderts.

## Geschichte
1950 war das Gebäude im Besitz des Metzgermeisters Eugen Bartenbach. Im Erdgeschoss betrieb Josef Droste außerdem ein zahnmedizinisches Labor. Daneben werden acht Mietparteien genannt. 1961 erscheint neben Metzger Bartenbach auch noch Metzger Albert Beier im Erdgeschoss, Droste hatte inzwischen sein Labor geschlossen und eine Handelsvertretung (u. a. für ISO-Putz) eröffnet. Daneben werden noch vier Mietparteien genannt.